# Лаврентьєв-Гальченко Петро Лаврентійович
Петро́ Лавре́нтійович Лавре́нтьєв-Га́льченко (нар.? — пом.?) — педагог, художник, колезький радник.

## Життєпис

### Освіта
1 листопада 1881 року закінчив Строгановское Центральне училище технічного малювання у Москві та отримав звання учителя малювання.

### Трудова діяльність
У джерелах стосовно державної служби починає згадуватися у 1888—1891 навчальних роках (хоча інше джерело свідчить про початок служби в галузі освіти з 6 листопада 1884 року) як викладач предметів Каліграфія, Креслення та Малювання у Дубенському двокласному міському училищі спочатку без чину, у 1891—1904 навчальних роках у чині губернський секретар.
У 1904-1911 навчальних роках — викладач каліграфії та малювання чоловічої гімназії та жіночій гімназії у місті Златополі, у 1911-1914 навчальних роках — у чині колезький асесор, у 1914-1916 навчальних роках — у чині надвірний радник.
У Златопільській чоловічій гімназії та Златопільській жіночій гімназії працює як викладач каліграфії та малювання у чині колезький радник по 1919 рік.

## Нагороди
- Орден Святого Станіслава 3 ступеня (1 січня 1907[2])

## Зазначення
1. ↑  Державний архів Кіровоградської області. Список викладачів по найму Златопільської чоловічої гімназії. Ф. 499 оп. 1 спр. 892 С. 6 [Архівовано 30 листопада 2016 у Wayback Machine.](рос. дореф.)
2. 1 2  Державний архів Кіровоградської області. Список службовців Златопільської чоловічої гімназії на 1913—1914 навчальний рік. Ф. 499 оп. 1 спр. 872 С. 1 [Архівовано 30 листопада 2016 у Wayback Machine.](рос. дореф.)
3. ↑  Памятная книжка Волынской губернии на 1889 год. С. 31 [Архівовано 1 січня 2017 у Wayback Machine.](рос. дореф.)
4. ↑  Памятная книжка Волынской губернии на 1890 год С. 33 [Архівовано 1 січня 2017 у Wayback Machine.](рос. дореф.)
5. ↑  Памятная книжка Волынской губернии на 1891 год. С. 33 [Архівовано 1 січня 2017 у Wayback Machine.](рос. дореф.)
6. ↑  Адрес-Календарь Волынской губернии на 1892 год. С. 64 [Архівовано 1 січня 2017 у Wayback Machine.](рос. дореф.)
7. ↑  Памятная книжка Волынской губернии на 1893 год. С. 34 [Архівовано 1 січня 2017 у Wayback Machine.](рос. дореф.)
8. ↑  Памятная книжка Волынской губернии на 1894 год. С. 35 [Архівовано 1 січня 2017 у Wayback Machine.](рос. дореф.)
9. ↑  Памятная книжка Волынской губернии на 1895 год. С. 35 [Архівовано 1 січня 2017 у Wayback Machine.](рос. дореф.)
10. ↑  Памятная книжка Волынской губернии на 1896 год. С. 34 [Архівовано 1 січня 2017 у Wayback Machine.](рос. дореф.)
11. ↑  Памятная книжка Волынской губернии на 1897 год. С. 36 [Архівовано 1 січня 2017 у Wayback Machine.](рос. дореф.)
12. ↑  Памятная книжка Волынской губернии на 1898 год. С. 97 [Архівовано 1 січня 2017 у Wayback Machine.](рос. дореф.)
13. ↑  Памятная книжка Волынской губернии на 1899 год. С. 45 [Архівовано 1 січня 2017 у Wayback Machine.](рос. дореф.)
14. ↑  Памятная книжка Волынской губернии на 1901 год. Р. V С. 112 [Архівовано 1 січня 2017 у Wayback Machine.](рос. дореф.)
15. ↑  Памятная книжка Волынской губернии на 1902 год. Р. V С. 55 [Архівовано 1 січня 2017 у Wayback Machine.](рос. дореф.)
16. ↑  Памятная книжка Волынской губернии на 1903 год. Р. V С. 63 [Архівовано 1 січня 2017 у Wayback Machine.](рос. дореф.)
17. ↑  Памятная книжка Волынской губернии на 1904 год. Р. V С. 63 [Архівовано 1 січня 2017 у Wayback Machine.](рос. дореф.)
18. ↑  Адрес-Календарь. Общая роспись начальствующих и прочих должностных лиц по всем управлениям в Российской Империи на 1905 год, часть 1 и 2. Ч. 1 С. 252 [Архівовано 7 травня 2017 у Wayback Machine.](рос. дореф.)
19. ↑  Адрес-Календарь. Общая роспись начальствующих и прочих должностных лиц по всем управлениям в Российской Империи на 1906 год, часть 1. С. 264. [Архівовано 5 листопада 2016 у Wayback Machine.](рос. дореф.)
20. ↑  Адрес-Календарь. Общая роспись начальствующих и прочих должностных лиц по всем управлениям в Российской Империи на 1907 год, часть 1. С. 270. [Архівовано 7 травня 2017 у Wayback Machine.](рос. дореф.)
21. ↑  Адрес-Календарь. Общая роспись начальствующих и прочих должностных лиц по всем управлениям в Российской Империи на 1908 год, часть 1 и 2. Ч. 1 С. 280 [Архівовано 5 листопада 2016 у Wayback Machine.](рос. дореф.)
22. ↑  Адрес-Календарь. Общая роспись начальствующих и прочих должностных лиц по всем управлениям в Российской Империи на 1909 год, часть 1 и 2. Ч. 1 С. 304 [Архівовано 5 листопада 2016 у Wayback Machine.](рос. дореф.)
23. ↑  Адрес-Календарь. Общая Роспись начальствующих и прочих должностных лиц по всем управлениям в Российской империи на 1910 год. Часть 1 и 2. Ч. 1 С. 324 [Архівовано 30 жовтня 2016 у Wayback Machine.](рос. дореф.)
24. ↑  Адрес-Календарь. Общая Роспись начальствующих и прочих должностных лиц по всем управлениям в Российской империи на 1911 год. Часть 1 и 2. Ч. 1 С. 349 [Архівовано 2 квітня 2015 у Wayback Machine.](рос. дореф.)
25. ↑  Адрес-Календарь. Общая Роспись начальствующих и прочих должностных лиц по всем управлениям в Российской империи на 1912 год. Часть 1 и 2. Ч. 1 С. 364 [Архівовано 3 листопада 2016 у Wayback Machine.](рос. дореф.)
26. ↑  Адрес-Календарь. Общая Роспись начальствующих и прочих должностных лиц по всем управлениям в Российской империи на 1913 год. Часть 1 и 2. Ч. 1 С. 390 [Архівовано 3 листопада 2016 у Wayback Machine.](рос. дореф.)
27. ↑  Адрес-Календарь. Общая Роспись начальствующих и прочих должностных лиц по всем управлениям в Российской империи на 1914 год. Часть 1 и 2. Ч. 1 С. 428 [Архівовано 3 листопада 2016 у Wayback Machine.](рос. дореф.)
28. ↑  Адрес-календарь Российской Империи на 1915 г., (часть 1 и 2). Ч. 1 С. 448-449 [Архівовано 18 жовтня 2016 у Wayback Machine.](рос. дореф.)
29. ↑  Адрес-Календарь. Общая Роспись начальствующих и прочих должностных лиц по всем управлениям в Российской империи на 1916 год. Часть 1 и 2. Ч. 1 С. 406 [Архівовано 2 квітня 2015 у Wayback Machine.](рос. дореф.)
30. ↑  Державний архів Кіровоградської області. Відомості про штат Златопільської чоловічої гімназії на 1916—1917 навчальний рік. Ф. 499 оп. 1 спр. 892 С. 3 [Архівовано 30 листопада 2016 у Wayback Machine.](рос. дореф.)
31. ↑  Державний архів Кіровоградської області. Відомості про штат Златопільської жіночої гімназії на 1916—1917 навчальний рік. Ф. 499 оп. 1 спр. 892 С. 7 [Архівовано 30 листопада 2016 у Wayback Machine.](рос. дореф.)
32. ↑  Державний архів Кіровоградської області. Відомість доплат на дороговизну Златопільської чоловічої гімназії з 1.09 по 1.12.1917 року. Ф. 499 оп. 1 спр. 905 С. 11 [Архівовано 30 листопада 2016 у Wayback Machine.](рос. дореф.)
33. ↑  Державний архів Кіровоградської області. Список Златопільської чоловічої гімназії на доплати через дороговизну з 1.08 по 1.10.1919 року. Ф. 499 оп. 1 спр. 905 С. 98 [Архівовано 30 листопада 2016 у Wayback Machine.](рос. дореф.)